# Poste de Zemun
La poste de Zemun (en serbe cyrillique : Земунска пошта ; en serbe latin : Zemunska pošta) est située à Belgrade, la capitale de la Serbie, dans la municipalité urbaine de Zemun. En raison de sa valeur architecturale, ce bâtiment, construit en 1896, figure sur la liste des monuments culturels protégés de la République de Serbie et sur la liste des biens culturels de la Ville de Belgrade.

## Présentation
La poste de Zemun, située 8 rue Glavna, a été construite en 1896 d'après des plans de Dragutin Kapus, l'architecte de la ville, à l'emplacement de l'ancienne poste du XVIIIe siècle ; elle a été réalisée par Franjo Jenč, un architecte originaire de Zemun. Constitué de deux ailes, le bâtiment a été conçu dans un style néorenaissance, avec une influence du baroque nordique, visible notamment dans la décoration du toit.

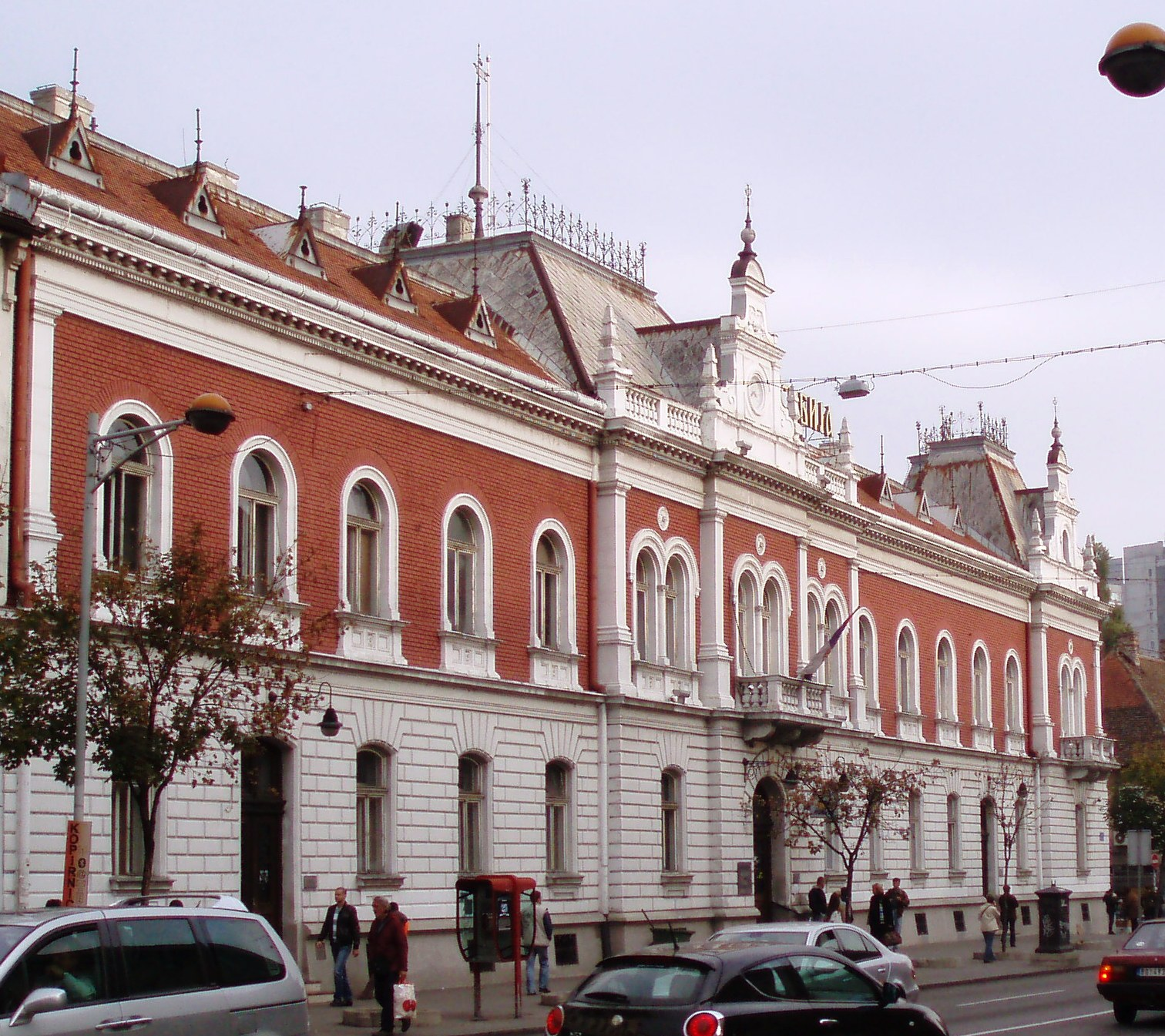
Autre vue de la poste